# نبرد سنت‌گوتهارد
نبرد سِنت‌گوتهارد (آلمانی: Schlacht bei St. Gotthard; ترکی استانبولی: Saint Gotthard Muharebesi; مجاری: Szentgotthárdi csata) در اول اوت ۱۶۶۴ در کنار رودخانه رابا بین موگرزدورف و صومعه سیسترسی سنت‌گوتهارد در غرب مجارستان امروزی بین ارتش هابسبورگ شامل نیروهای آلمانی، سوئدی و فرانسوی، به رهبری فرمانده کل امپراتوری رایموندو مونتکوکولی و عثمانی به فرماندهی کُپرولی احمد درگرفت. عثمانی که قصد داشت از طریق مجارستان به سمت وین پیشروی کند، شکست خورد. صلح واش‌وار یک هفته پس از روز نبرد، در ۱۰ اوت امضا شد. اگرچه ترک‌ها از نظر نظامی شکست خوردند اما لئوپولد یکم قراردادی را با عثمانی امضا کرد که کل اروپا و اشراف مجارستان را شوکه کرد و منجر به توطئه وشلینی شد.

## تراژدی ترانسیلوانی
با وجودی که پس از نبرد موهاچ، عثمانی بر مجارستان تسلط پیدا کرد، ولی ترانسیلوانی استقلال خود را حفظ کرد و به باب عالی خراج می‌پرداخت؛ تا اینکه در ۱۶۵۸، دیوردی راکوتسی دوم، پرنس ترانسیلوانی به همراه متحدان سوئدی خود در جنگ‌های شمالی به لهستان لشکر کشید. زرینی‌ها هم امید زیادی داشتند که یک ائتلاف بزرگ ضد عثمانی با اتحاد ترانسیلوانی-لهستان شکل گیرد تا دو پرنس و قدرت‌های غربی به آن ملحق می‌شوند. به دنبال شکست نظامی راکوتسی و این جنگ غیرمجاز کپرولی محمد پاشا، وزیر اعظم محمد چهارم به ترانسیلوانی حمله و آن را فتح کرد.
استحکامات جنوبی مجارستان دچار کمبود شدید نیرو و تجهیزات بودند و ترک‌ها به نواحی مرزی نفوذ کرده و هزاران مجار و کروات را به بردگی می‌ربودند. میکلوش زرینی، بان کرواسی، به منظور آزادسازی مجارستان، از سال ۱۶۶۱ تمام تلاش خود را به کار گرفته‌بود و تبدیل به صدای استیصال مجارها از نادیده‌انگاری عمدی هابسبورگ شد. او حماسه‌ای از محاصره سیگت‌وار به یاد جد خود، میکلوش زرینی و یارانش سرود تا غرور ملی مجاری را برانگیزد.

## پس‌زمینه
در ۱۶۶۲، صلح با عثمانی دست‌یافتنی به‌نظر می‌رسید، اما باب عالی به وین مشکوک بود که برای لشکرکشی وقت تلف می‌کند و این در تردید برای انعقاد صلح نمود داشت.
در ۱۶۶۳ کُپرولی احمد جنگ را آغاز کرد؛ طبق دستور محمد چهارم هدف نهایی اشغال وین بود. کپرولی ولی به فتح تمام قلمرو مجارستان و برخی از استان‌های اتریش در درجه اول و نه محاصره بی‌درنگ وین اعتقاد داشت. بهانه جنگ قلعه میکلوش زرینی بود. یکی از مفاد صلح از جانب هابسبورگ اجازه تردد ترک‌ها از مجارستان جنوبی و کرواسی و همچنین استان‌های اسلوونی (کراینا، اشتایرمارک) و فریولی بود تا بتوانند علیه ونیز لشکرکشی کنند، اما قلعه زرینی در مسیر راه قرار داشت.
سپاه ترک متشکل از شصت تا هشتاد هزار نفر و در مقابل ارتش مجاری-کروات متشکل از بیست و پنج تا سی هزار نفر وجود داشت که از این تعداد ۷۰۰۰ نفر در میدان باز و بقیه ارتش استحکامات را تشکیل می‌دادند. در ماه اوت، کپرولی اِرشک‌اوی‌وار (نوه زامکی، اسلواکی امروز) را تصرف کرد. درحالی‌که زرینی به‌طور جدی برای جنگ آماده می‌شد؛ مونتکوکولی فقط برای دفاع از وین مستقر شده‌بود.
زرینی، بان کرواسی، فرنتس وشلینی، پالاتین مجارستان، فرنتس ناداشدی، ژنرال و قاضی اعظم مشترکاً درخواست کمکی به کنفدراسیون راین به رهبری ولفگانگ فون هوهنلوهه کرده و نیروهایی دریافت کردند. در این حال ترک‌ها به سرزمین‌های چک حمله کردند.
دربار وین که دیگر توان رسیدگی به موضوع را با دیپلماسی نداشت، مقدمات کاملی برای جنگ آغاز کرد. برای حمله ۱۶۶۴ حدود ۲۱ هنگ پیاده (۳۶٬۰۰۰ نفر) و ۱۹ سواره نظام (۱۵٬۰۰۰ نفر) به میدان رفتند. همچنین نیروهای مجاری-کروات و در کنار آنها ۱۵٬۰۰۰ سرباز آلمانی و نیروهای ۴۰۰۰ نفری زاکسن-بایرن-براندنبورگ، بیش از ۷۰۰۰ نفر از کنفدراسیون راین و نیروهای کمکی فرانسوی قرار داشتند که متشکل از ۶۰۰۰ نفر، و همچنین دیگر ملیت‌ها (مانند لهستانی، ایتالیایی) بودند. در مجموع یک نیروی بین‌المللی بزرگ متشکل از بیش از ۹۰٬۰۰۰ سرباز جمع شدند که توانستند با موفقیت با ارتش صدها هزار نفری ترک مبارزه کنند.
در ژانویه ۱۶۶۴، زرینی، لشکرکشی زمستانی را آغاز کرد که اولین لحظه مهم جنگ بود. او دراول فوریه پل سلیمان را به آتش کشید. ترک‌ها به دلیل زمستان نتوانستند نیروی نظامی جدی مستقر کنند و تخریب پل به آنها ضربه جدی زد. ذخایر آنها در خطر بود و رودخانه عریض دراوا مجارها و کروات‌ها را به دو نیم کرد.
در ژوئن، ارتشی بزرگ، به‌شمار ۱۰۰٬۰۰۰ یا بر اساس برخی منابع بیشتر، شامل حدود ۴۰٬۰۰۰ جنگجوی عثمانی و ۳۰٬۰۰۰ تاتار، به رهبری کپرولی، از قسطنطنیه به سمت قلعه زرینی با مدافعان عمدتاً کروات و آلمان (در مجموع حدود ۳۰۰۰ نفر) لشکر کشید. اکثریت ارتش هابسبورگ (۳۰٬۰۰۰ سرباز) در نزدیکی سنت‌گوتهارد اردو زده، منتظر نتیجه نبرد قلعه زرینی بودند. پس از چند هفته نبرد در ۷ ژوئیه ۱۶۶۴ قلعه با انفجارها کامل نابود شد و عثمانی به سمت شمال، ابتدا به سمت کانیژا و سپس به سمت سنت‌گوتهارد به حرکت درآمد.
در محاصره کانیژا زرینی و فرماندهان دیگرش نیروی کمکی دریافت نکردند و مجبور به عقب‌نشینی شدند، اگرچه زرینی همچنان می‌خواست به مبارزه ادامه دهد ولی از جانب دادگاه وین از سمت بان کرواسی برکنار شد. پس از سقوط کانیژا، اشتایرمارک در خطر قرار می‌گرفت.

## نبرد

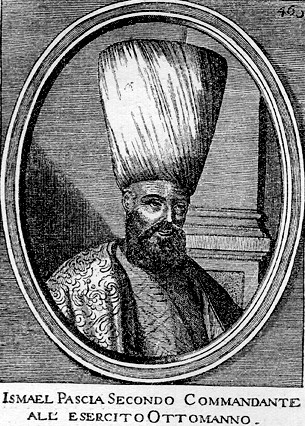
اسماعیل پاشا، که در نبرد جان باخت، نقاشی سنگی ایتالیایی قرن هفدهم

بین دو نیرو چه از نظر تعداد، تجهیزات جنگی و آمادگی تفاوت زیادی وجود داشت. احتمال کمی وجود داشت که مونتکوکولی بتواند وزیر اعظم را متوقف کند، بنابراین نیروهای وی در پشت رودخانه رابا به‌عنوان یک خط دفاعی طبیعی عقب‌نشینی می‌کردند که مبارزه نابرابر را آسان‌تر می‌کرد.
ارتش مسیحیان یک چهارم یا یک پنجم ارتش ترک‌ها و دارای ۲۷ اسکادران سواره‌نظام و ده گردان پیاده‌نظام شامل پیاده‌نظام چک می‌شد. طبق اظهاران اولیا چلبی امپراتوری، با ۶ گردان و ۱۰ اسکادران (علاوه بر واحدهای زاکسن، شوابن، بایرن و حتی براندنبورگ)، کنفدراسیون راین با چهار اسکادران و دو گردان آلمانی و ده اسکادران و چهار گردان فرانسوی می‌جنگید. ارتش مجموعاً ۲۴ توپ داشت. تعداد نیروها بین ۲۵ تا ۲۸٬۰۰۰ متغیر بود.
نبرد در غرب سنت‌گوتهارد، در محل نادْیْ‌فالو (موگرزدورف، اتریش امروز) شروع شد و تقریباً از تمام اروپا ولی بیشتر آلمانی و فرانسوی در ارتش مسیحی آمده بودند. مواد غذایی و باروت آنها به درستی سازماندهی نشده بود. سپاه عثمانی هم به‌غیر از باروت مشکل لجستیکی داشت.
ارتش هابسبورگ با دست‌کم گرفتن ترک‌ها نیروی کافی در داخل پیچ رودخانه رابا مستقر نکرد و بهای گزافی برای این اشتباه پرداخت. ترک‌ها پنهانی مواد چوبی زیادی را در شب ۳۱ ژوئیه در عمق رودخانه منتقل کردند و ۲۰٬۰۰۰ جنگجوی برگزیده به رهبری اسماعیل پاشا برادر زن سلطان به آن سوی رود حمله بردند. ترک‌ها قصد داشتند حمله اصلی را فقط در دوم اوت انجام دهند، زیرا یکم به جمعه افتاده‌بود. پیاده‌نظام نخبه عثمانی، اندک نگهبانان مسیحی را در پیچ رودخانه رابا در ظهر ۳۱ام تارانده و از آن عبور کردند و تا غروب، یک پل محکم در ساحل شمالی رودخانه ساختند. فرماندهان مسیحی ظن آن داشتند که این اقدامی انحرافی است و عمل جدی فقط صبح به وقوع خواهد پیوست. در این مدت، ترک‌ها از سر پل به راه افتادند و روستای نادی‌فالو را گرفتند که فقط چند سرباز مسیحی مجروح در آن یافت می‌شد.
سرانجام ویلیام بادن واکنش نشان داد؛ ضدحمله مسیحیان حدود ساعت نه صبح و در هرج و مرج کامل آغاز شد و هزار تا هزار و پانصد سرباز در غافلگیری تلف شدند. نیروهای فراری توسط ژنرال والدِک متوقف و سازماندهی مجدد شدند و به سختی ترک‌ها را از نادی‌فالو و جنگل‌های اطراف آن بیرون برانند. حوالی ساعت یازده صبح، فرماندهی مسیحیان با تشکیل یک شورای نظامی تصمیم گرفتند به هر طریقی با همکاری نبرد را پایان دهند. آتش توپخانه برتر سرانجام باعث پیروزی مسیحیان شد و تحرکات مداوم هنگ بسیار منظم نیز به موفقیت کمک کرد. سربازانی که چند ساعت قبل پا به فرار بودند با یورش خود ترک‌ها را به داخل رودخانه رابا می‌انداختند. با فروریختن پل، ارتش فرصتی برای تعقیب ترک‌ها نداشت. نبرد در ساعت شش بعدازظهر به پایان رسید. در ۵ اوت، ترک‌ها حمله کوچک دیگری را بدون موفقیت سازماندهی کردند و سرانجام از سکش‌فهروار به بودا عقب‌نشینی کردند.

## پیامد
پیروزی سِنت‌گوتهارد در سراسر اروپا موجی از اشتیاق ایجاد کرد؛ بسیاری آن را به میکلوش زرینی نسبت دادند و از مونتکوکولی به عنوان ناجی مسیحیت تجلیل شد. پادشاه فرانسه با شنیدن خبر پیروزی وعده داد که سربازانش به نبرد با ترکان ادامه خواهند داد؛ نیروهای مجاری هم با کنفدراسیون راین و مورد حمایت فرانسه، اتحاد بستند. امیدی برای بازیابی متصرفات و آزادسازی جنوب فرادانوب وجود داشت. پیروزی علی‌رغم مشکلات نشان داد که ائتلاف بین‌المللی از نظر قدرت و روحیه برتر است. هابسبورگ که با حسادت موفقیت فرانسوی‌ها را زیر نظر داشت، شورایی خصوصی جهت مذاکرات صلح با وزیر بزرگ، به واش‌وار فرستاد. در شورای صلح، کپرولی اطمینان حاصل کرد که ویرانه‌های قلعه زرینی بازسازی نخواهد شد. لئوپولد که تمایل به صلح سریع داشت، موافقت کرد که عثمانی فتوحات خود را بین سال‌های ۱۶۶۰ و ۱۶۶۴ حفظ کند؛ نادی‌واراد (اورادئا، رومانی امروز) و اِرشک‌اوی‌وار (نوه زامکی، اسلواکی امروز) از جمله آنها بودند. علی‌رغم شکست قاطع، مذاکرات صلح شرایط مساعدی به سود عثمانی فراهم آورد.
صلح در ۲۷ سپتامبر با تاسف اعلام شد و کل اروپا را شوکه کرد. هابسبورگ امور دورتر در غرب اروپا، فرانسه بوربن را از کشورهای نزدیک متعلق به هسته امپراتوری خود حساس‌تر و مهم‌تر می‌دانست. دریافت این که حفظ مرکز اروپا از اهمیت بیشتری نسبت به نواحی دوردست و غیر متحد در غرب و جنوب برخوردار است، تنها در زمان ماریا ترزا متولد شد. انعقاد صلح موجی مملو از ناامیدی تولید کرد. فرانسوی‌ها آن را شرم‌آور خواندند و باعث ناخشنودی بسیاری از افسران آلمانی شد که با خون‌های ریخته به نتیجه مطلوب نرسیدند. موج عظیمی از اعتراضات سراسری مجارستان را فرا گرفت؛ صلح واش‌وار غیرقانونی و کاملاً اشتباه تلقی شد.
زرینی به این نتیجه رسید که مجارستان نه تنها از سلطه ترک، که از هابسبورگ نیز باید آزاد شود. با ایده اتحاد با همسایگان تصمیم به حل این مسئله گرفت؛ و یک سازمان ضد هابسبورگ راه‌اندازی کرد؛ ولی ۱۸ نوامبر، در یک حادثه شکار در جنگل کورشانِتس در کرواسی امروز در شرایطی مرموز درگذشت. سازماندهی اشراف مجاری و کروات در توطئه وشلینی به قصد ادامه درگیری با امپراتوری عثمانی افشا و با شکست مواجه شد.

## یادداشت
1. ↑  György Rákóczi
2. ↑  تصویری از کتاب Vasvármegye ۱۸۹۸
3. ↑  نمایندهٔ پادشاه (به مجاری: nádor)، از ابتدای قرن یازدهم تا ۱۸۴۸ بالاترین مقام در پادشاهی مجارستان و بعداً (از ۱۷۲۳) نایب‌السلطنه بود.